# Varkaus
Varkaus [ˈvɑrkɑu̯s] ist eine Stadt im Osten Finnlands. Die Industriestadt liegt in der Region Savo zwischen Kuopio und Savonlinna und hat 19.759 Einwohner (Stand 31. Dezember 2022).

## Geografie
Varkaus liegt am Nordrand des Saimaa-Seengebiets in der Landschaft Nordsavo. Nachbargemeinden sind Leppävirta im Norden, Heinävesi im Nordosten, Enonkoski im Südwesten sowie Savonlinna, Rantasalmi und Joroinen im Süden. Kuopio, die größte Stadt Ostfinnlands, liegt 76 Kilometer nördlich, die Entfernung zur Hauptstadt Helsinki beträgt 318 Kilometer.
Das Stadtzentrum liegt am Nordufer einer Bucht des Seeabschnitts Haukivesi. Varkaus hat Anteil an dem im Haukivesi gelegenen Nationalpark Linnansaari, in dem die seltene Saimaa-Ringelrobbe vorkommt. Über Kanäle und natürliche Wasserstraßen ist Varkaus  mit der weiteren finnischen Seenplatte verbunden. Unmittelbar nördlich des Stadtzentrums beginnt der Unnukka-See, der sich nach Norden hin zum Kallavesi erweitert und so den Seeweg zum Iso-Kalla-Seensystem und der Stadt Kuopio darstellt. Insgesamt nehmen Seen gut mehr als ein Viertel der Stadtfläche von Varkaus ein.

## Geschichte

### Vorgeschichte und schwedische Zeit
Ursprünglich war das Gebiet von Varkaus von halbnomadischen Samen bewohnt. In dem 1323 zwischen Schweden und Nowgorod geschlossenen Vertrag von Nöteborg wird ein samisches Winterdorf am Siitinselkä-Seenabschnitt erwähnt. Nach der Errichtung der Burg Olavinlinna in Savonlinna wurde das Gebiet gegen Ende des 15. Jahrhunderts von sesshaften finnischen Schwendbauern besiedelt, 1535 ist eine königlich-schwedische Fischerei nachgewiesen. Die Etymologie des Namens „Varkaus“ ist unsicher, erstmals urkundlich bezeugt ist er 1526 als Name eines Bauernguts. Möglicherweise leitet sich das Toponym vom samischen Wort vuörkä, „Hort, Lager, Versteck“ ab, es ist aber auch durchaus möglich, dass der Name tatsächlich bezeichnet, was das Wort varkaus im Finnischen bedeutet: „Diebstahl“.
Schon Mitte des 18. Jahrhunderts gab es Bestrebungen zu einer Stadtgründung an der Stelle des heutigen Varkaus, die wegen ihrer Lage an einer Wasserenge der Saimaa-Seenplatten von strategischer Bedeutung erschien. Letzten Endes scheiterten die Pläne aber, stattdessen wurde die Stadt Kuopio gegründet. Dafür errichtete die schwedische Marine 1792 einen Stützpunkt der Küstenartillerie in Varkaus. Dieser verschaffte dem Ort einen bescheidenen wirtschaftlichen Aufschwung, so wurden etwa eine Bäckerei und eine Schnapsbrennerei errichtet. Der Marinebasis angeschlossen war eine königliche Kornkammer auf der Insel Päiviönsaari, an die die ansässigen Bauern ihre Abgaben leisten mussten. Im Russisch-Schwedischen Krieg 1808–1809 räumten die Schweden Varkaus in einem geordneten Rückzug, so dass der Ort am 11. März 1809 kampflos von russischen Truppen eingenommen wurde. Nach zweimonatiger russischer Besatzung wurde Varkaus wiederum kampflos von den Schweden eingenommen, die sich aber nur bis zum russischen Sieg in der Schlacht von Joroinen behaupten konnten. Mit Ende des Krieges fiel Varkaus wie ganz Finnland an Russland.

### Russische Zeit

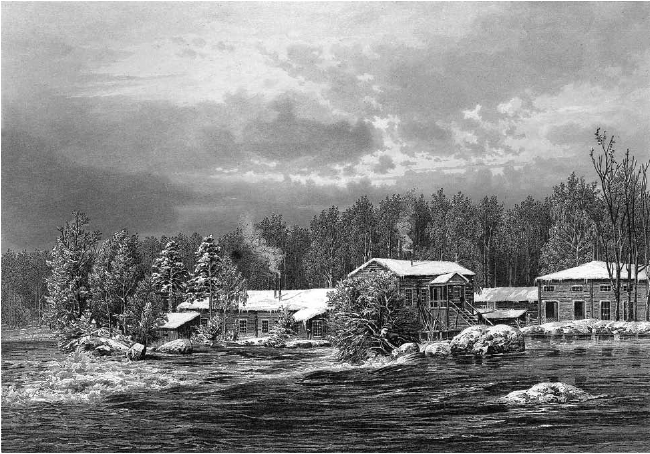
Das Eisenwerk von Varkaus um 1872.
Stich nach einem Gemälde von Hjalmar Munsterhjelm.

Gegen Ende des 18. Jahrhunderts begann man, die Stromschnellen in Varkaus zum Antrieb von Wasserräder und Mühlen zu verwenden. Anfang des 19. Jahrhunderts wurden Eisenerzvorkommen in den Seen von Savo entdeckt und erste Eisenhütten zu errichten. Die Industrialisierung von Varkaus begann, als der finnische Senat 1814 dem Freiherren Gustaf Wrede die Erlaubnis erteilte, in Varkaus an der Huruskoski-Stromschnelle einen Hochofen, einen Eisenhammer und eine Esse zu errichten, ein Sägewerk folgte im Jahr 1834.
Ebenfalls im 19. Jahrhundert wurden mit der Kanalisierung der finnischen Seen neue Verkehrswege erschlossen. Die Fertigstellung des Taipalekanals im Jahr 1840 und des Konnuskanals 1841 unmittelbar nördlich von Varkaus verbanden den Nord- und den Südteil des Saimaasystems und erschlossen so weite Teile Ostfinnlands für die Binnenschifffahrt. Einen bedeutenden Schub erfuhr die Binnenschifffahrt und somit auch Varkaus 1856 durch die Fertigstellung des Saimaa-Kanals, der nun Fahrten zur Ostsee sowie zum Ladogasee und weiter ins russische Hinterland ermöglichte. Die 1852 gegründete Maschinenfabrik Warkauden Konepaja entwickelte sich zu einem der wichtigsten Schiffsbauunternehmen Finnlands, eine große weitere Werft wurde in den 1880er Jahren im nahen Lehtoniemi gegründet. Größere Schiffe machten bald einen Ausbau der Kanäle in Varkaus erforderlich. Der im Hungerwinter 1867 unternommene Ausbau des Taipalekanals zog zahlreiche Arbeitssuchende aus allen Teilen Finnlands an, forderte aber auch zahlreiche Todesopfer: in den Lagern starben in diesem Jahr 247 Arbeiter an Seuchen.
Bis 1900 stieg die Einwohnerzahl von Varkaus auf 2.546 an. Zwar nahm der Ort zunehmend städtischen Charakter an, verfügte aber bis 1929 nicht über kommunale Selbstverwaltung, sondern wurde von den Gemeinden Leppävirta und Joroinen verwaltet. Die Bildung einer eigenen Kirchengemeinde in der Arbeiterschaft wurde 1864 genehmigt, im folgenden Jahr wurde das Kirchen- und Schulgebäude fertiggestellt.
Die hervorgehobene Bedeutung der Industrie ließ in Varkaus eine starke und selbstbewusste Arbeiterbewegung entstehen. Erste Streiks ereigneten sich in den 1890er Jahren, und in den Jahren bis zur finnischen Unabhängigkeit spitzte sich der Konflikt zwischen sozialistisch gesinnten Arbeiterschaft und den Fabrikbesitzern und deren bürgerlich gesinnten höheren Angestellten stetig zu. Die Arbeiter der Schiffswerft in Lehtoniemi gründeten 1903–04 eine Gewerkschaft, die Arbeiter der Fabriken im Stadtzentrum von Varkaus 1905. Die Stärke der Arbeiterbewegung zeigte sich deutlich bei den ersten Parlamentswahlen 1907, bei denen die Sozialdemokraten 82,5 Prozent der Stimmen in Varkaus erhielten.

### Seit der Unabhängigkeit

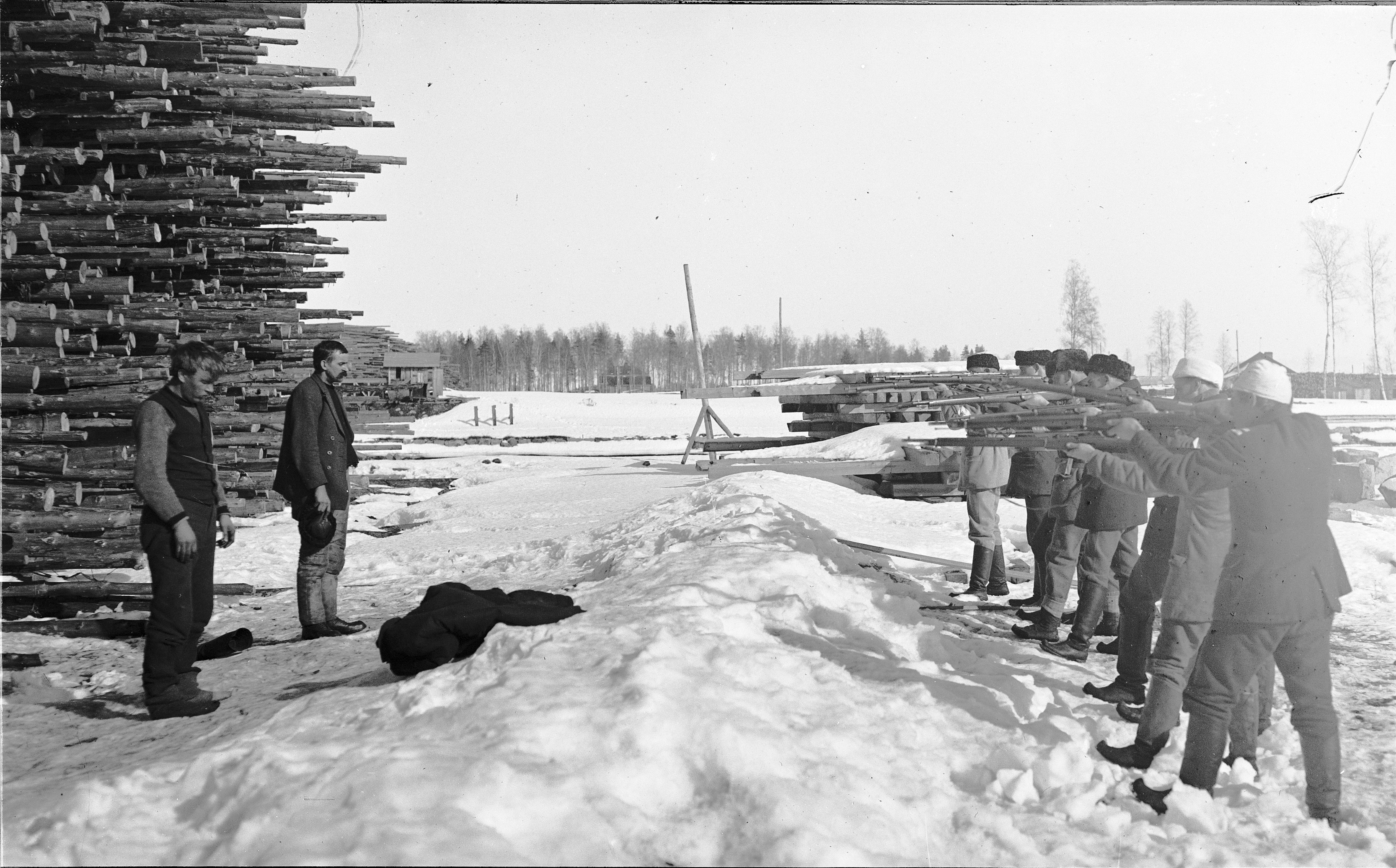
Erschießung von Rotgardisten in Varkaus, Februar 1918

Im Finnischen Bürgerkrieg eskalierten die über Jahre gewachsenen Spannungen. Schon im März 1917 hatte man die Arbeit niedergelegt, als die Nachrichten von der russischen Februarrevolution Varkaus erreichten. Im November des Jahres besetzten die Roten Garden den Bahnhof und die Fernmeldezentrale der Stadt, die Mobilmachung aller Roten Garden erfolgte am 26./27. Januar wie in ganz Finnland auf Befehl der bolschewistischen Führung. Während die bürgerlichen Weißen den Norden und Nordosten Finnlands rasch sichern konnten, blieb Varkaus als rote Enklave im weißen Hinterland in der Hand der Aufständischen. Die örtliche Rote Garde umfasste rund 1500 Männer, die allerdings über weniger als 200 Gewehre verfügten.
Am 6. Februar 1918 bezogen die Weißen um Varkaus Stellung und führten schließlich am 21. Februar einen Angriff mit 1050 Soldaten, sechs Maschinengewehren und zwei Geschützen aus. Die roten Verteidiger leisteten erbitterten Widerstand, mussten sich aber am folgenden Tag mitsamt ihren Familien in die Gebäude der Papierfabrik zurückziehen. Dort ergab sich die Rote Garde schließlich, nachdem die Artillerie die Gebäude in Brand geschossen hatte. Fielen in den Gefechten auf weißer Seite zwölf, auf roter Seite zwischen fünfzehn und 20 Mann, so forderte der weiße Terror nach der Kapitulation ein Vielfaches an Opfern. Unmittelbar nach der nächtlichen Kapitulation wurden zwischen 40 und 50 Rotgardisten auf der Stelle erschossen. Am Morgen wurde ein Standgericht abgehalten, das fast neunzig Todesurteile fällte und auf der Stelle ausführen ließ, zahlreiche weitere Rote wurden in Gefangenenlager überführt. Bis die militärische Führung eingriff und die Standgerichte verbot, wurden in Varkaus 217 Rotgardisten hingerichtet – dies entspricht 10,2 Prozent der männlichen Bevölkerung. In keiner anderen finnischen Stadt gingen die Weißen mit solcher Härte vor.
1929 wurde der Marktflecken Varkaus aus den Gemeinden Leppävirta und Joroinen gelöst, 1932 machte sich die Kirchengemeinde der Stadt von der Gemeinde Leppävirta selbständig. 1962 erhielt der Ort das Stadtrecht. Anfang 2005 verfünffachte sich die Fläche von Varkaus nahezu durch die Eingemeindung der Gemeinde Kangaslampi.

## Politik

### Stadtrat
Varkaus ist als Industriestadt traditionell eine Hochburg der finnischen Linken. Die stärkste politische Kraft sind heute die Sozialdemokraten, die 16 der 43 Sitze im Stadtrat stellt. Zweitstärkste Fraktion ist die konservative Nationalen Sammlungspartei mit acht Mandaten. Mit sieben Abgeordneten die drittstärkste Fraktion stellen die Christdemokraten, die, obgleich sie landesweit nur eine untergeordnete Rolle spielen, in Varkaus fast ein Sechstel der Stimmen auf sich vereinen konnten. Es folgen das Linksbündnis mit fünf Sitzen und die rechtspopulistischen Wahren Finnen mit drei Sitzen. Die Zentrumspartei, die in den ländlichen Gegenden Finnlands die dominierende Kraft darstellt, spielt mit drei Sitzen und acht Prozent der Stimmen in Varkaus nur eine untergeordnete Rolle.
| Partei                    | Wahlergebnis 2012 | Sitze   |
| ------------------------- | ----------------- | ------- |
| Sozialdemokraten          | 36,3 % (+6,7)     | 16 (+3) |
| Nationale Sammlungspartei | 18,0 % (−1,9)     | 8 (−1)  |
| Christdemokraten          | 15,7 % (−8,6)     | 7 (−4)  |
| Linksbündnis              | 11,9 % (−0,1)     | 5 (±0)  |
| Wahre Finnen              | 9,5 % (+6,4)      | 4 (+3)  |
| Zentrumspartei            | 8,0 % (+2,0)      | 3 (−1)  |
| Andere                    | 0,6 % (−4,5)      | 0 (±0)  |

### Städtepartnerschaften
Varkaus unterhält Städtepartnerschaften zu folgenden Städten:
- Sandviken (Schweden), seit 1945
- Rjukan (Norwegen), seit 1945
- Nakskov (Dänemark), seit 1945
- Pirna (Deutschland), seit 1961
- Petrosawodsk (Russland), seit 1965
- Rüsselsheim am Main (Deutschland), seit 1977
- Zalaegerszeg (Ungarn), seit 1977
- Jinotepe (Nicaragua), seit 1988
- Lu’an (Volksrepublik China), seit 2004

### Stadtwappen
Das von Olof Eriksson entworfene Stadtwappen ist seit 1954 in Gebrauch und zeigt im schwarzen Feld aus dem linken unteren Schildrand wachsend einen gebeugten Arm, einen Anker quer emporhaltend, beide gold. Das Wappen symbolisiert die historische Bedeutung der Werftindustrie und der Schifffahrt für Varkaus.

## Wirtschaft

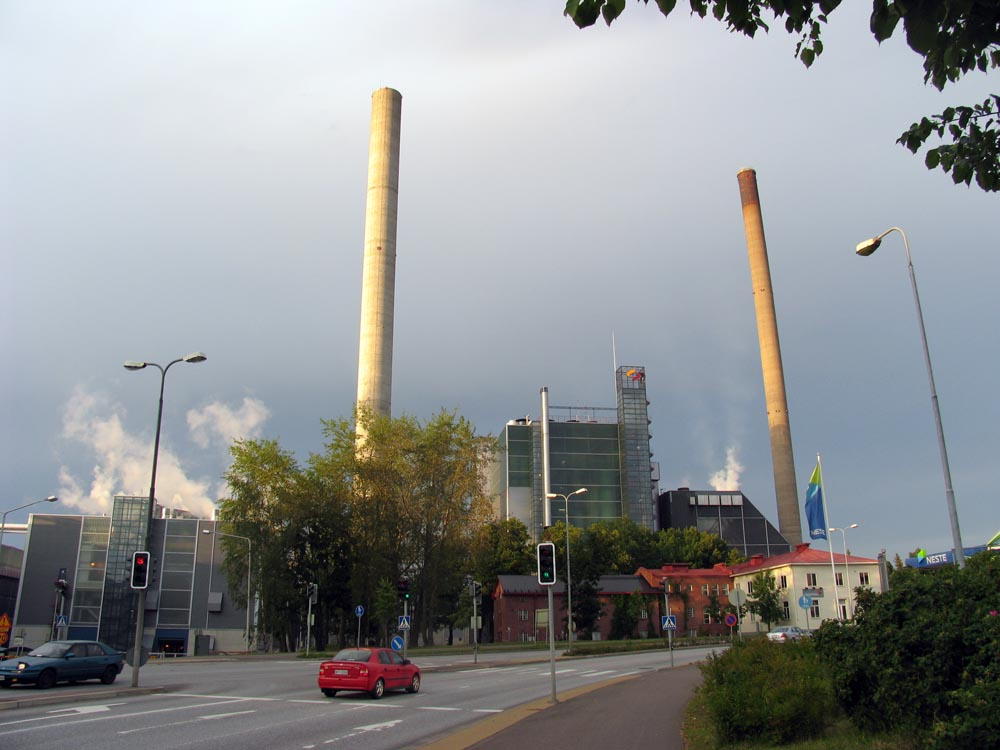
Zellstoffwerk der Stora Enso in Varkaus

Varkaus lebt vor allem von der holzverarbeitenden Industrie. In der Stadt finden sich sämtliche Produktionsstufen von der primären Forstwirtschaft über Sägewerke, Zellstoff-, Kartonagen- und Papierfabriken bis hin zu nachgeschalteten Druckerei und Zulieferbetrieben der Chemie- und Maschinenbaubranche.
Der größte private Arbeitgeber ist mit rund 1400 Beschäftigten der Konzern Stora Enso. Er unterhält in Varkaus ein Sägewerk, das vor allem Fichtenschnittholz für die Möbel- und Bauindustrie herstellt, ein Zellstoffwerk sowie  eine Kartonagen-, eine Feinpapier- und eine Druckpapierfabrik. Die in dänischem Besitz befindliche Hartmann-Varkaus Oy betreibt eine Recyclinganlage, die aus Holz- und Papierabfällen vor allem Eierkartons herstellt.
Der Ahlström-Konzern, der die Industriegeschichte von Varkaus seit ihren Anfängen prägte, verkaufte um 1990 die meisten seiner Liegenschaften und Geschäftsbereiche an ausländische Investoren. Der amerikanische Konzern Honeywell erwarb 1992 die Ahlström-Tochter Altim Control Oy, die Labor- und Sensortechnologie vor allem für die Papierindustrie entwickelte. Honeywell beschäftigt an seinem Standort in Varkaus heute rund 400 Personen. Die Boilerproduktion des Ahlströmkonzerns wurde 1995 vom ebenfalls amerikanischen Konzern Foster Wheeler aufgekauft. Das Werk beliefert ebenfalls vor allem die finnische Papierindustrie.

## Infrastruktur
Varkaus stellt dank seiner zentralen Lage einen wichtigen Stützpunkt der finnischen Binnenschifffahrt dar. Die Stadt verfügt über drei Häfen, von denen zwei, Akonniemi und Taipale, in Besitz der Stadt sind. Der dritte Hafen auf dem Gelände des Stora Enso Werks ist in Firmenbesitz. Insgesamt wurden im Jahr 2005 417.265 Tonnen umgeschlagen, der ganz überwiegende Teil davon Rohholz und Holzprodukte. Über den Saimaa-Kanal können Schiffe von Varkaus in die Ostsee gelangen. So sind direkte Schiffsverbindungen bis nach Westeuropa möglich.
Varkaus ist auch ein bedeutender Verkehrsknotenpunkt für den Straßenverkehr. Die Staatsstraße 5, eine der wichtigsten Nord-Süd-Verbindungen Finnlands, durchquert auf ihrem Abschnitt zwischen von Mikkeli (88 Kilometer südlich) und Kuopio (76 Kilometer nördlich) Varkaus und kreuzt sich hier mit der Staatsstraße 23 von Jyväskylä nach Joensuu. Auch die Eisenbahnstrecke von Pieksämäki nach Joensuu führt durch Varkaus. Im Stadtgebiet befinden sich zwei Bahnhöfe, der Hauptbahnhof und der Bahnhof von Kommila.
Der Flughafen Varkaus liegt 16 Kilometer südlich der Stadt in der Nachbargemeinde Joroinen. Nach über einjähriger Pause fliegt die Fluggesellschaft Finncomm Airlines den Flughafen Varkaus ab dem 28. April 2008 wieder von Helsinki aus an.

## Bildung
In Varkaus gibt es zwölf Grundschulen, darunter auch eine schwedischsprachige, und ein Gymnasium (Lukio). Weiterhin gibt es eine Berufsschule mit einem angeschlossenen Institut zur Erwachsenenbildung (Savon ammatti- ja aikuisopisto) mit rund 1500 Schülern. In Varkaus befindet sich auch einer der drei Standorte der Fachhochschule Savonia, die vor allem technische und wirtschaftlich orientierte Studiengänge anbietet. Auf dem Campus in Varkaus studieren rund 700 der insgesamt über 5000 Studenten der Fachhochschule.

## Kultur und Sehenswürdigkeiten

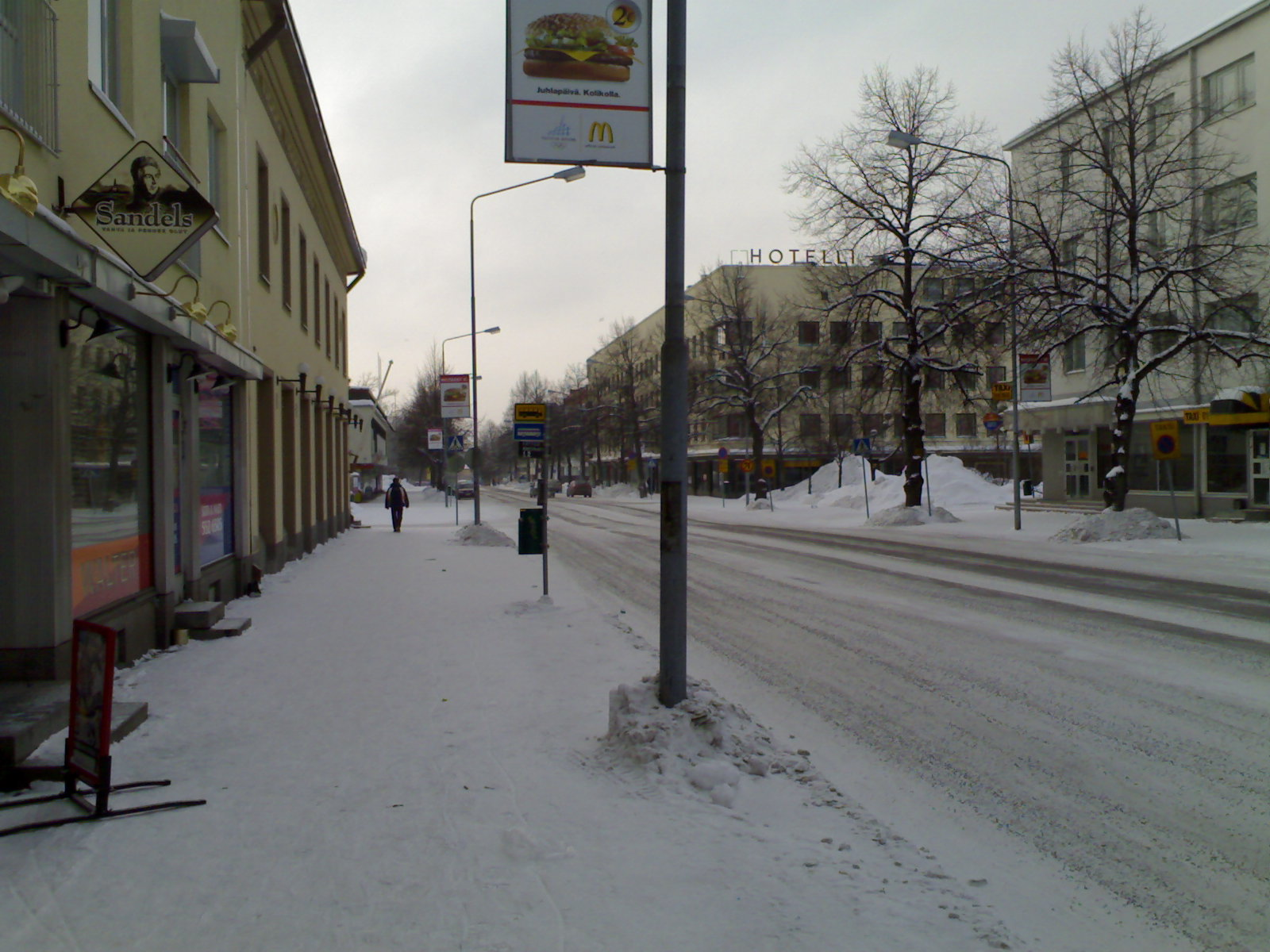
Die Ahlströminkatu ist das pulsierende Herz der Stadt.

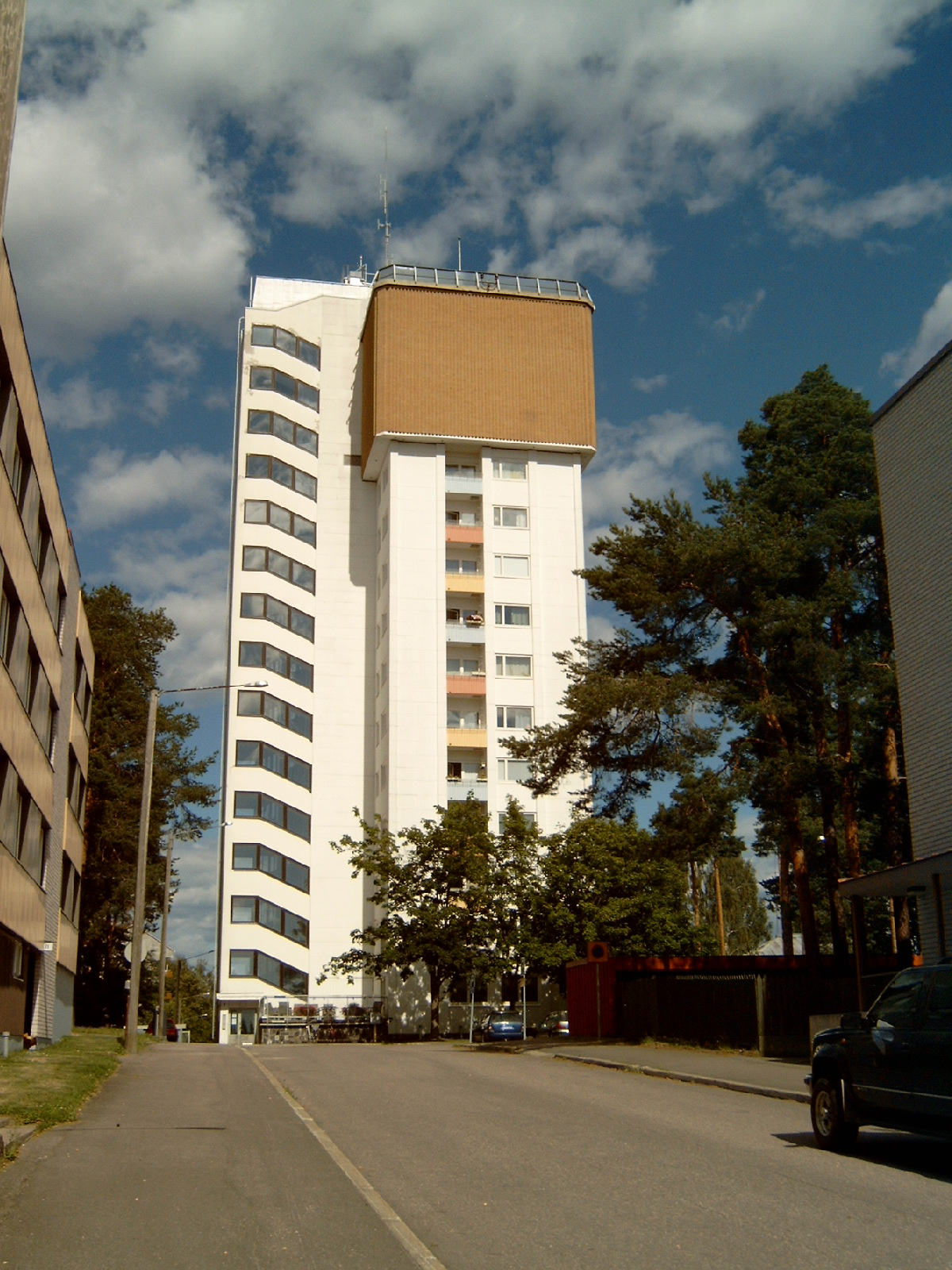
Der Wasserturm der Stadt ist zugleich ein Wohnhaus.

Das Stadtzentrum von Varkaus ist recht gesichtslos und von Industriearchitektur und Arbeitersiedlungen der Vorkriegszeit und ebenso schmucklosen Neubauten geprägt. Die Kirche von Varkaus wurde 1939 nach Plänen von Martti Paalanen in Ziegelbauweise errichtet, nachdem die ältere Holzkirche des Ortes aus dem Jahr 1863 ausgebrannt war. Der funktionalistische Neubau stellt sich nach außen als schmuckloser Quader dar, im Innenraum ist das mehr als 242 Quadratmeter große Altarfresko Dein Reich komme (Tulkoon Sinun valtakuntasi) von Lennart Segerstråhl sehenswert.
Varkaus unterhält seit 1913 ein professionelles Stadttheater. Im Jahr 2004 wurden die 162 Aufführungen des Theaters von 23.564 Zuschauern gesehen. Die Halle Warkaus-Sali dient als Mehrzweckgebäude für Kulturveranstaltungen und Kongresse.
Zum Kulturangebot von Varkaus zählen ferner sechs Museen. Das städtische Museum von Varkaus ist in einem ehemaligen werkseigenen Hotelgebäude der Fabrik aus dem Jahr 1914 untergebracht. Die Dauerausstellung hat die Stadtgeschichte von Varkaus zum Thema, daneben gibt es wechselnde Sonderausstellungen. Das Kunstmuseum von Varkaus wurde 1956 gegründet und verfügt über eine Sammlung moderner finnischer Kunst vom Anfang des 20. Jahrhunderts bis in die 1960er Jahre. Am Taipale-Kanal liegt das Kanalmuseum von Taipale. Es zeigt die Geschichte des Kanalbaus und der Binnenschifffahrt in Varkaus und Umgebung. Das Arbeiterwohnungsmuseum erinnert an die Industriegeschichte der Stadt. Durch seine Originalität sticht das Museum für mechanische Musikinstrumente hervor. Das private Museum wird seit 1981 von der deutsch-finnischen Familie Kempf geführt und nennt 170 mechanische Instrumente sein Eigen. Ebenfalls privat ist die Kunstgalerie Väinölä.

## Sport
In sportlicher Hinsicht ist Varkaus vor allem für den Bandy-Verein Warkauden Pallo -35 bekannt, der mit 16 Meistertiteln erfolgreichsten Mannschaft der Bandyliiga.

## Persönlichkeiten

### Söhne und Töchter
- Eeva Ahtisaari (* 1936), Historikerin
- Paula-Irmeli Halonen (* 1945), Eisschnellläuferin
- Petri Manninen (* 1965), Schauspieler
- Petri Varis (* 1969), Eishockeyspieler
- Jarkko Pajunen (* 1970), Schauspieler
- Jukka Keskisalo (* 1981), Leichtathlet
- Riikka Manner (* 1981), Politikerin

### In Varkaus gestorben
- Onni Hiltunen (1895–1971), sozialdemokratischer Politiker